# Спагетти алла Нерано
Спагетти алла Нерано (итал. Spaghetti alla Nerano) — итальянская паста, придуманная в итальянской деревне Нерано на полуострове Сорренто. Её основными ингредиентами являются спагетти, жареные цуккини и сыр проволоне дель Монако (или качокавалло). Когда пастухи шли в город, покрытые тяжелыми плащами, их прозвали «монахами». Отсюда и название их сыра: Provolone del Monaco.
Среди многих существующих версий относительно происхождения блюда, главная указывает на владелицу ресторана по имени Мария Грациа (Maria Grazia) в середине 1950-х годов. Ресторан существует и по сей день.
Знаменитости приезжают издалека, чтобы полакомиться этим блюдом.
Сегодня спагетти алла Нерано готовят ежедневно как в домах Неаполя, так и в ресторанах Кампании, и по всей Италии.